# Hollywood Video
Hollywood Entertainment Corporation (Nasdaq: HLYW), känt som Hollywood Video, var en hyrvideokedja som grundades 1988. Kedjan var en av de stora rivalerna till Blockbuster Video tills Hollywood Video köptes upp av Movie Gallery i mars 2005.
Hollywood Videos verksamhet upphörde i maj 2010 sedan moderbolaget Movie Gallery försatts i konkurs. och den sista butiken i USA stängdes den 31 juli samma år, i Kanada den 8 augusti samma år.

## Historik
År 1993 fanns 16 butiker. År 1996 beslutade man sig för att öppna tre regionala kontor, ett i Greater Chicago, ett i Greater Houston och ett i San Francisco Bay Area.
Huvudkontoret fanns ursprungligen i Beaverton i Oregon. men flyttades senare till Wilsonville i samma delstat.